# Župnija Kamnica

Župnija Kamnica je rimskokatoliška teritorialna župnija dekanije Maribor mariborskega naddekanata, ki je del nadškofije Maribor.

## Sakralni objekti
|    | slika | cerkev                              | kraj / naselje |
| -- | ----- | ----------------------------------- | -------------- |
| 1. |       | cerkev sv. Martina župnijska cerkev | Kamnica        |
| 2. |       | cerkev sv. Urbana podružnica        | Šober          |

Na področju župnije stoji še mnogo kapelic, znamenj in križev.